# Bomet County
Bomet County (bis 2010 Bomet District) ist ein County in Kenia. Die Hauptstadt des Countys ist Bomet. Im County lebten 2019 875.689 Menschen auf 1997,9 km².

## Geografie
Das County grenzt an den Mau-Wald, dem größten Gebirgswald Ostafrikas. Im Bomet County werden neben Kartoffeln hauptsächlich Tee und Pyrethrum angebaut.

## Gliederung
Das County teilt sich in Councils und Divisionen auf. Es gibt vier Wahlbezirke: Bomet, Chepalungu, Konoin, Buret und Sotik. Im Rahmen der Verfassung von 2010 wurden die Distrikte Bomet, Buret und Sotik unter der neuen Bezeichnung Bomet County vereinigt.
| Sitz der Behörde | Typ      | Einwohner (1999) |
| ---------------- | -------- | ---------------- |
| Bomet            | Gemeinde | 042.024          |
| Bomet County     | County   | 340.770          |
| Gesamt           | -        | 382.794          |

| Division      | Einwohner (1999) | Hauptstadt |
| ------------- | ---------------- | ---------- |
| Bomet Central | 120.759          | Bomet      |
| Longisa       | 075.550          | Longisa    |
| Ndanai        | 037.910          | Ndanai     |
| Sigor         | 043.583          | Sigor      |
| Siongiroi     | 061.116          |            |
| Sotik         | 041.609          |            |
| Tinet Forest  | 02.234           |            |
| Gesamt        | 382.794          | -          |